# Павлинья гаррупа
Павлинья гаррупа, или гаррупа-аргус (лат. Cephalopholis argus), — вид лучепёрых рыб из семейства каменных окуней (Serranidae). Распространены в Индийском и Тихом океанах. Максимальная длина тела 60 см.

## Таксономия и этимология
Первое научное описание вида было сделано в 1801 году немецким классическим филологом и натуралистом Иоганном Шнайдером (1750—1822) под названием Cephalopholis argus. Видовое название происходит от его сходства с "сотней вытаращенных глаз" персонажа древнегреческой мифологии многоглазого великана Аргуса.

## Описание
Тело удлинённое, массивное, несколько сжато с боков, цилиндрической формы; по бокам покрыто ктеноидной чешуёй. Высота тела укладывается 2,7—3,2 раза в стандартную длину тела. Длина головы превышает высоту тела и в 2,4—2,7 раза меньше длины тела. Межглазничное расстояние плоское или немного выпуклое. Глаза маленькие, их диаметр заметно меньше длины рыла. Предкрышка закруглённая, у молоди с зазубренными краями, у взрослых особей гладкая; нижний край мясистый. Верхняя челюсть покрыта чешуёй, её окончание заходит далеко за вертикаль, проходящую через задний край глаза. На верхней части первой жаберной дуге 9—11, а на нижней — 17—19 жаберных тычинок. На обеих челюстях в передней части есть мелкие клыкообразные зубы; есть зубы на сошнике. В спинном плавнике 10 жёстких и 15—17 мягких лучей; удлинённых лучей нет. Мембраны между жёсткими лучами усечены. В анальном плавнике 3 жёстких и 9 мягких лучей. В грудных плавниках 16—18 мягких лучей. Брюшные плавники короче грудных, их окончания не доходят до анального отверстия. Хвостовой плавник закруглённый. В боковой линии 46—51 чешуй. Вдоль боковой линии 95—110 рядов чешуи, чешуи по бокам тела грубые с несколькими дополнительными чешуйками.

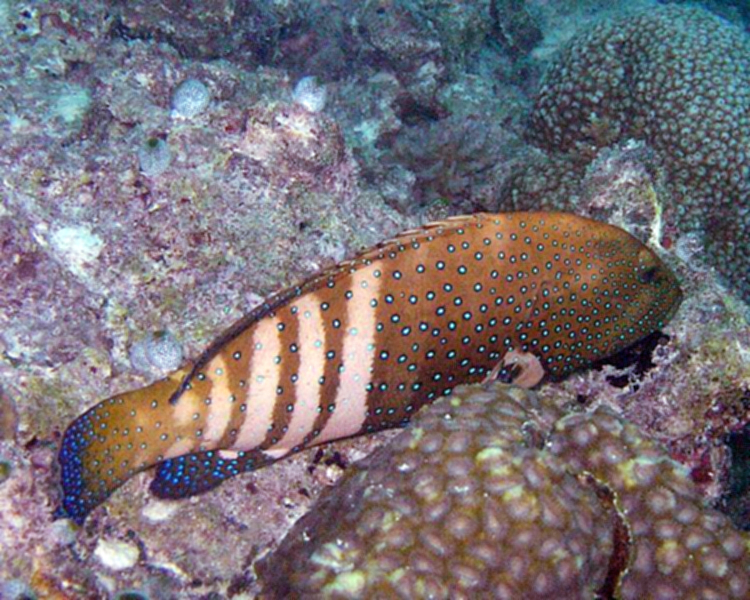

Тело и голова тёмно-коричневого цвета, покрыты многочисленными мелкими голубыми пятнами глазчатой формы с чёрной окантовкой. По задней части тела проходят 5—6 бледных поперечных полос. На груди большая бледная область. Задний край грудных и брюшных плавников обычно с узким белым краем. Дистальные края грудных плавников иногда тёмно-бордовые. Верхушки усечённых мембран спинного плавника золотисто-оранжевые.
Максимальная длина тела 60 см, обычно до 40 см.

## Ареал
Павлинья гаррупа является наиболее широко распространённым видом в семействе каменных окуней. Представители данного вида обнаружены от Красного моря до юга Африки; вдоль побережья Южной и Юго-Восточной Азии и далее на восток до Французской Полинезии и островов Питкэрн. В Тихом океане до Японии на севере и Австралии (остров Лорд-Хау) на юге. Интродуцирована на Гавайские острова.